# Mathew Cheriankunnel
Mathew Cheriankunnel, né le 23 septembre 1930 à Kadayanicad et mort le 30 mars 2022, est un prêtre catholique indien de l'Institut pontifical pour les missions étrangères [PIME]. Nommé évêque catholique de Nalgonda (en) en 1977 puis de Kurnool (en), il est émérite depuis 1991.

## Biographie
Né le 23 septembre 1930 à Kadayanicad, Mathew Cheriankunnel est ordonné prêtre pour l'Institut pontifical pour les missions étrangères le 28 avril 1962.
Le 3 mai 1977, il est consacré premier évêque de Nalgonda (en) par le cardinal Duraisamy Simon Lourdusamy avec comme co-consécrateurs Joseph S. Thumma et Alfonso Beretta (it).
Promu évêque coadjuteur de Kurnool (en) le 22 décembre 1986, il devient évêque le 18 janvier 1988.
Il a démissionné de son siège épiscopal pour raisons de santé le 16 juillet 1991.